# Jayden Oosterwolde
Jayden Quinn Oosterwolde (Zwolle, 26 aprile 2001) è un calciatore olandese, difensore del Fenerbahçe.

## Caratteristiche tecniche
È un terzino sinistro, molto rapido e con un ottimo dribbling.

## Carriera

### Inizi
Cresciuto nello ZAC Zwolle, nel 2012 è entrato a far parte del settore giovanile del Twente e nel giugno 2020 ha firmato un contratto con l'FC Twente / Heracles Academy, un'accademia giovanile che il Twente condivide con l'Heracles Almelo. Nonostante fosse inizialmente previsto un impiego nella squadra Under-21, le buone prestazioni fornite nelle settimane successive hanno convinto entrambi i club a tesserarlo per la prima squadra ed il 20 luglio seguente ha firmato il suo primo contratto professionistico con il Twente.
Ha debuttato in Eredivisie il 12 settembre disputando da titolare l'incontro vinto 2-0 contro il Fortuna Sittard, fornendo a Queensy Menig l'assist per la rete del momentaneo 1-0.

### Parma
Il 31 gennaio 2022 viene ufficializzato l’acquisto a titolo temporaneo fino al 30 giugno seguente con obbligo di riscatto dal Twente al Parma. Il 5 febbraio successivo esordisce con i ducali nella partita in casa del Benevento, pareggiata per 0-0, subentrando a Filippo Costa.
Dopo essere stato riscattato dai ducali in estate per 3 milioni di euro, il 15 ottobre successivo sigla la sua prima rete, nella vittoria per 2-0 ai danni della Reggina.

### Fenerbahce
Il 30 gennaio 2023, Oosterwolde viene ceduto a titolo definitivo, per circa sette milioni di euro, al Fenerbahçe, con cui firma un contratto valido fino al 30 giugno 2027.

## Statistiche

### Presenze e reti nei club
Statistiche aggiornate al 20 ottobre 2024.
| Stagione          | Squadra           | Campionato        | Campionato | Campionato | Coppe nazionali | Coppe nazionali | Coppe nazionali | Coppe continentali | Coppe continentali | Coppe continentali | Altre coppe | Altre coppe | Altre coppe | Totale | Totale | Totale |
| Stagione          | Squadra           | Comp              | Pres       | Reti       | Comp            | Pres            | Reti            | Comp               | Pres               | Reti               | Comp        | Pres        | Reti        | Pres   | Reti   |        |
| ----------------- | ----------------- | ----------------- | ---------- | ---------- | --------------- | --------------- | --------------- | ------------------ | ------------------ | ------------------ | ----------- | ----------- | ----------- | ------ | ------ | ------ |
| 2020-2021         | Twente            | ED                | 26         | 1          | CO              | 0               | 0               | -                  | -                  | -                  | -           | -           | -           | 26     | 1      |        |
| 2021-gen. 2022    | Twente            | ED                | 14         | 0          | CO              | 1               | 0               | -                  | -                  | -                  | -           | -           | -           | 15     | 0      |        |
| Totale Twente     | Totale Twente     | Totale Twente     | 40         | 1          |                 | 1               | 0               |                    | -                  | -                  |             | -           | -           | 41     | 1      |        |
| gen.-giu. 2022    | Parma             | B                 | 5          | 0          | CI              | -               | -               | -                  | -                  | -                  | -           | -           | -           | 5      | 0      |        |
| 2022-gen. 2023    | Parma             | B                 | 18         | 1          | CI              | 1               | 0               | -                  | -                  | -                  | -           | -           | -           | 19     | 1      |        |
| Totale Parma      | Totale Parma      | Totale Parma      | 23         | 1          |                 | 1               | 0               |                    | -                  | -                  |             | -           | -           | 24     | 1      |        |
| gen.-giu. 2023    | Fenerbahçe        | SL                | 3          | 0          | TK              | 1               | 0               | UEL                | 1                  | 0                  | -           | -           | -           | 5      | 0      |        |
| 2023-2024         | Fenerbahçe        | SL                | 27         | 0          | TK              | 3               | 0               | UECL               | 13                 | 2                  | ST          | 0           | 0           | 43     | 2      |        |
| 2024-2025         | Fenerbahçe        | SL                | 8          | 0          | TK              | 0               | 0               | UCL+UEL            | 4+2                | 0                  | -           | -           | -           | 14     | 0      |        |
| Totale Fenerbahçe | Totale Fenerbahçe | Totale Fenerbahçe | 38         | 0          |                 | 4               | 0               |                    | 20                 | 2                  |             | 0           | 0           | 62     | 2      |        |
| Totale carriera   | Totale carriera   | Totale carriera   | 101        | 2          |                 | 6               | 0               |                    | 20                 | 2                  |             | 0           | 0           | 127    | 4      |        |

## Palmarès
- Coppa di Turchia: 1

Fenerbahçe: 2022-2023